# 145 (عدد)
145 هو عدد صحيح. طبيعي بين 144 و146: و تحليله : 145=5×29

## في الرياضيات

### خاصيات
- 145 عدد فردي
- 145 عدد شبه أولي
- 145 لديه كتابين وحيدتين في صيغة مجموع مربعين كاملين: 145 = 1²+12²=8²+9²
- 145 ينتمي إلى ثلاثيتي فيثاغورس. لأنه وتر مثلث أبعاده 17 و 144 أو 24 و 143 : {\displaystyle 145^{2}=17^{2}+144^{2}=24^{2}+143^{2}}
- 145 عدد قلوب في نظام العد الثنائي عشر (10112)
- 145 عدد سعيد
- 145 عدد غير زائد